# Walter Mechler
Walter Mechler (* 12. Januar 1917 in Fürstenwalde/Spree; † unbekannt) war ein deutscher Dekorationsmaler und Politiker der DDR-Blockpartei Liberal-Demokratische Partei Deutschlands (LDPD).

## Leben
Mechler war der Sohn eines Bäckers. Nach dem Besuch des Volksschule in Fürstenwalde nahm er eine Lehre als Maler auf. Als solcher wurde er 1958 Mitbegründer und bis 1960 Vorsitzer der Produktionsgenossenschaft des Handwerks (PGH) der Maler in Fürstenwalde. Danach war er Vorsitzender der Handwerkskammer des Bezirkes Frankfurt (Oder).

## Politik
Mechler trat 1949 der in der Sowjetischen Besatzungszone neugegründeten LDPD bei. 1960 besuchte er die Zentrale Parteischule der LDPD und nahm ein Fernstudium an der Hochschule für Ökonomie in Berlin-Karlshorst auf. Bei den Wahlen zur Volkskammer der DDR war Mechler Kandidat der Nationalen Front der DDR und von 1958 bis 1966 Mitglied der LDPD-Fraktion in der Volkskammer. Am 13. Oktober 1966 legte er sein Mandat nieder.